# Christines nye liv
Christines nye liv (originaltitel: The New Adventures of Old Christine) er en amerikansk sitcom, der var sendt i USA på kanalen CBS fra 2006 til 2010. I Danmark serien sendes på Kanal 4 siden 2006 (gentagelser er stadig sendt nu på lørdage og søndage). 
Seriens stjerne er Julia Louis-Dreyfus, som "gamle" Christine, en neurotisk fraskilt mor med en otte-årig (på seriens begyndelse) søn, Ritchie. Ritchies far og "gamle" Christines eksmand, Richard, går ud med en yngre kvinde, "nye" Christine. De to personer, som hjælper "gamle" Christine med hendes problemer fleste er hendes bedste ven Barb og hendes bror Matthew, der bor sammen med hende.

## Personer
- Julia Louis-Dreyfus – "Gamle" Christine Campbell
- Clark Gregg – Richard Campbell
- Hamish Linklater – Matthew Kimble
- Trevor Gagnon – Ritchie Campbell
- Emily Rutherfurd – "Nye" Christine Hunter
- Tricia O'Kelley – Marly
- Alex Kapp Horner – Lindsay
- Wanda Sykes – Barb Baran